# Abdoulaye Kourouma
Pour les articles homonymes, voir Kourouma.
Abdoulaye Kourouma né le 15 juillet 1983 à Nzérékoré en Guinée forestière, est un député et homme politique guinéen,.
Il est député à l'assemblée nationale et président du RRD au élection présidentielle du 2020 en Guinée.

## Biographie

### Études
Né en guinée forestière, il fait ses études primaires et secondaires à Nzérékoré.
Après son admission au baccalauréat, il est orienté à l’Université de Kankan d'où il sort diplômé d'une licence en sciences économiques.
En 2008, il obtient une bourse d’études en sciences économiques pour la République de Russie d'où il est titulaire d’un Master en Études, suivi et évaluation de projets à l’Institut Supérieur d’ingénierie de Dakar.

### Parcours professionnel
Il est le représentant de la société russe SALATINO en Afrique, président de la société guinée agro-commerce et vente des produits agricoles, cofondateur du cabinet Global Consulting et fondateur et propriétaire de la société Global Transport.
Il est président de l’Association Guinée-Corée pour le développement et député à l’Assemblée nationale d'avril 2020 au 5 septembre 2021.